# Tierp
Tierp è una città della Svezia, capoluogo del comune omonimo, nella contea di Uppsala. Ha una popolazione di 5 377 abitanti.